# Гімн Перу
Національний марш Перу (ісп. Marcha Nacional del Perú. Marcha Nacional del Perú) — державний гімн Перу. Був написаний 1821 року під час конкурсу на створення державного гімну, оголошеного Хосе де Сан-Мартіном; 15 квітня 1822 офіційно затверджений. 1869 року в текст гімну були внесені незначні зміни, 1913 року статус гімну був підтверджений на законодавчому рівні.

## Текст гімну іспанською
| ПриспівSomos libres: seámoslo siempre, seámoslo siempre: y antes niegue sus luces: sus luces, sus luces el Sol. Que faltemos al voto solemne: que la patria al Eterno elevó. ILargo tiempo el peruano oprimido: La ominosa cadena arrastró; condenado a una cruel servidumbre: largo tiempo, largo tiempo: largo tiempo en silencio gimió. Mas apenas el grito sagrado ¡Libertad! en sus costas se oyó, la indolencia de esclavo sacude, la humillada, la humillada: la humillada cerviz levantó la humillada cerviz levantó cerviz levantó!. Приспів IIY al estruendo de broncas cadenas: Que escuchamos tres siglos de horror, de los libres al grito sagrado: que oyó atónito el mundo, cesó. Por doquier San Martín inflamado, libertad, libertad, pronunció, y meciendo su base los Andes: la anunciaron, también, a una voz. IIICon su influjo los pueblos despiertan: Y cual rayo corrió la opinión; desde el istmo a las tierras del fuego, desde el fuego a la helada región. Todos juran romper el enlace: que Natura a ambos mundos negó, y quebrar ese cetro que España: reclinaba orgullosa en los dos. IVLima cumple ese voto solemne, y, severa, su enojo mostró, al tirano impotente lanzando, que intentaba alargar su opresión. A su esfuerzo saltaron los grillo: y los surcos que en sí reparó, le atizaron el odio y venganza: que heredara de su Inca y Señor. VCompatriotas, no más verla esclava. Si humillada tres siglos gimió, para siempre jurémosla libre, manteniendo su propio esplendor. Nuestros brazos, hasta hoy desarmados: estén siempre cebando el cañón, que algún día las playas de Iberia: sentirán de su estruendo el terror. VIExcitemos los celos de España: Pues presiente con mengua y furor: que en concurso de grandes naciones: nuestra patria entrará en parangón. En la lista que de éstas se forme: llenaremos primero el reglón: que el tirano ambicioso Iberino, que la América toda asoló. VIIEn su cima los Andes sostengan: La bandera o pendón bicolor, que a los siglos anuncie el esfuerzo: que ser libres por siempre nos dio. A su sombra vivamos tranquilos, y al nacer por sus cumbres el sol, renovemos el gran juramento: que rendimos al Dios de Jacob. |

## Текст гімну українською
| ПриспівМи вільні. будь завжди, будь завжди: спочатку відмовили його вогні, свої вогні, її вогні Сонце: Нехай ми пропустимо урочисту обітницю: що Батьківщина до Вічного підняла. Нехай ми пропустимо урочисту обітницю: що Батьківщина до Вічного підняла. Нехай ми пропустимо урочисту обітницю: Батьківщина до Вічного підняла. IДовгий час пригнічений перуанець: Тягнувся зловісний ланцюг; засуджений до жорстокого рабства: довго, довго-довго мовчки він стогнав. Але лишень священний крик: «Свобода!»: було чутно на його берегах. Рабська бездушність трясе, принижений, принижена шия піднята: принижена шия піднята: шия мною піднята! IIІ до реву грубих ланцюгів,:Що ми чуємо три століття жаху, від вільного до святого крику, котрий чув світ, приголомшений, припинився. Скрізь, де палав Сен-Мартен, «свобода, свобода», він вимовив. Гойдають його базу Анди, вони також оголосили це одним голосом. IIIПід його впливом пробуджуються народи, :Яка причина трималася думки; від перешийка до вогненних земель, від пожежі до замерзлого краю. Всі вони клянуться розірвати ланку, що Природа заперечила обидва світи, і розбити той скіпетр, що Іспанія пригадала гордістю обох. IVЛіма виконує цю урочисту обітницю, :І, сильний його гнів показав, безпорадні тирани, що кидають, намагаючись подовжити їх пригнічення. Цвіркуни стрибали від його зусиль, і канавки, які він сам ремонтував, ненависть і помста розпалювали його, що він успадкував від своїх інків та лорда. VЗемляки, більше не бачу її раба. :Якщо принижений три століття стогнав, назавжди присягайся: зберегти власну шану. Наше озброєння, до сьогодні безсильне, завжди заправляє гармати, ще колись пляжі Іберії: відчують жах їхнього грому. VIЗбудимо ревнощі Іспанії, :Бо вона відчуває зневагу та лють, і в змаганні великих народів: наша Батьківщина буде, як ніхто інший. У списку, який складається, ми спочатку заповнимо стяжку, що амбітний тиран Іберіно, що вся Америка була спустошена. Офіційний приспів VIIНа його вершині тримаються Анди, :Біколорний прапор або знак, котрий століттями голосить про: вільне життя, вільне життя, вільне життя, що назавжди дано нам. Житимемо ж спокійно в його тіні, і коли сонце сходить з-за його вершин, відновімо велику клятву, котру ми, котру ми даємо Богу Якову. |